# Libunec
Libunec je malá vesnice, část obce Libuň v okrese Jičín. Nachází se asi 2 km na západ od Libuně, při potoce Libuňka. V roce 2009 zde bylo evidováno 47 adres. V roce 2001 zde trvale žilo 68 obyvatel.
Libunec je také název katastrálního území o rozloze 2,13 km2.

## Historie
První písemná zmínka o obci pochází z roku 1390.

## Pamětihodnosti
- Socha sv. Jana Nepomuckého (kulturní památka ČR)
- Přírodní památka Libunecké rašeliniště

## Osobnosti
- Narodil se zde Jan Jakubec (1862–1936), literární historik a kritik.
- Žil zde a tvořil Oldřich Oplt (1919–2001), český akademický malíř a profesor AVU v Praze a v letech 1947 a 1948 československý reprezentant ve sjezdu na lyžích

## Fotogalerie

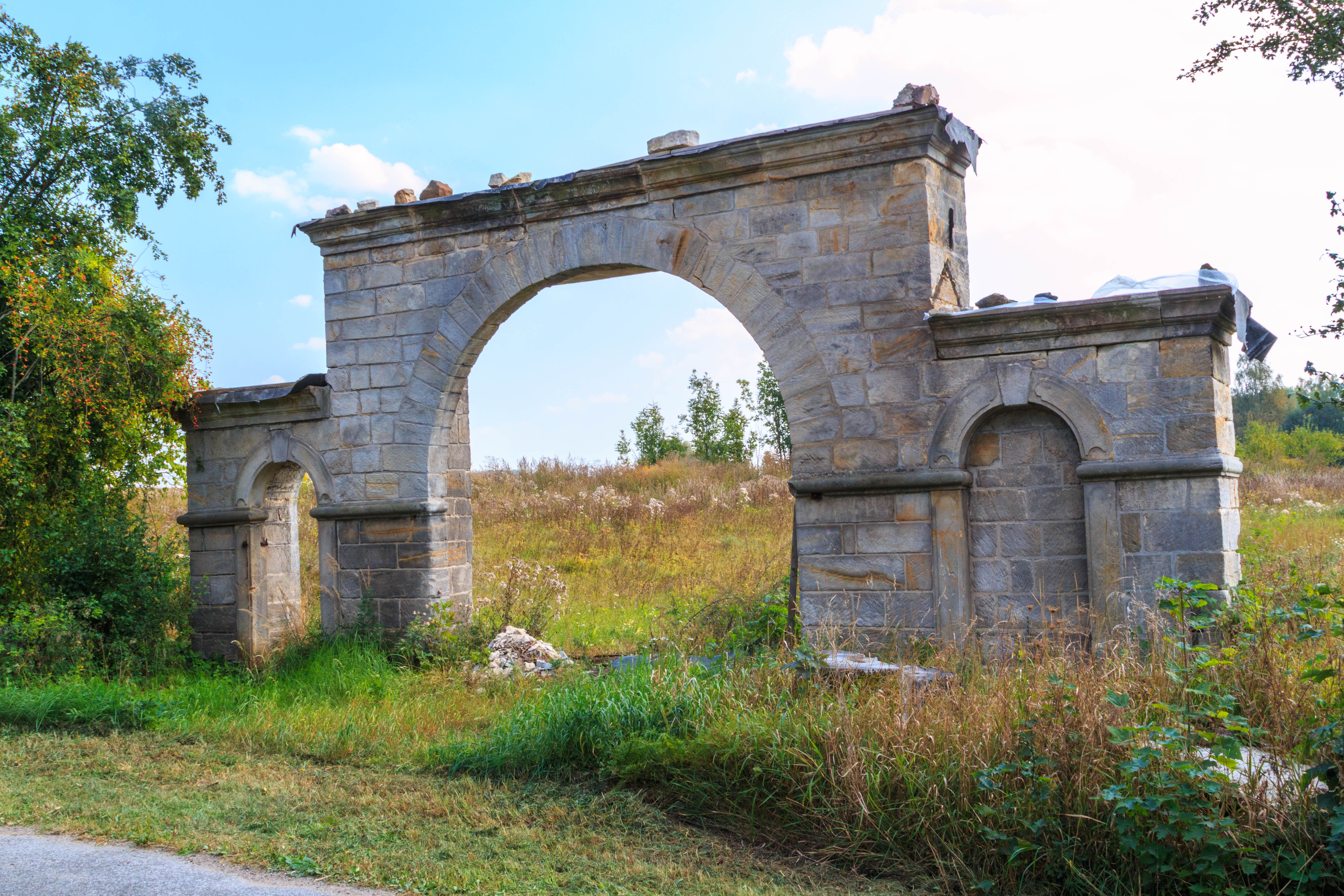
Libunec - pozůstatek brány
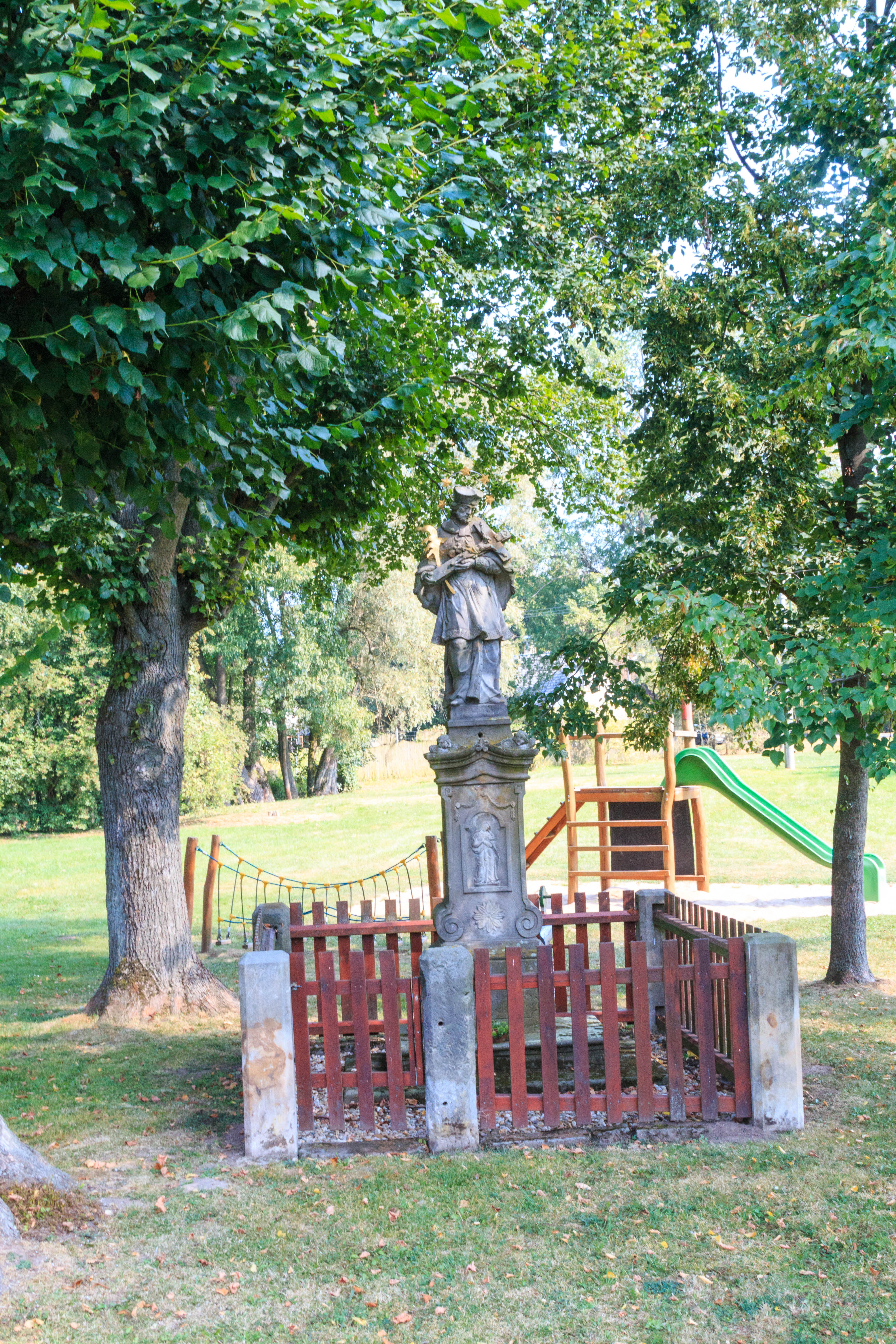
Socha svatého Jana Nepomuckého v Libunci
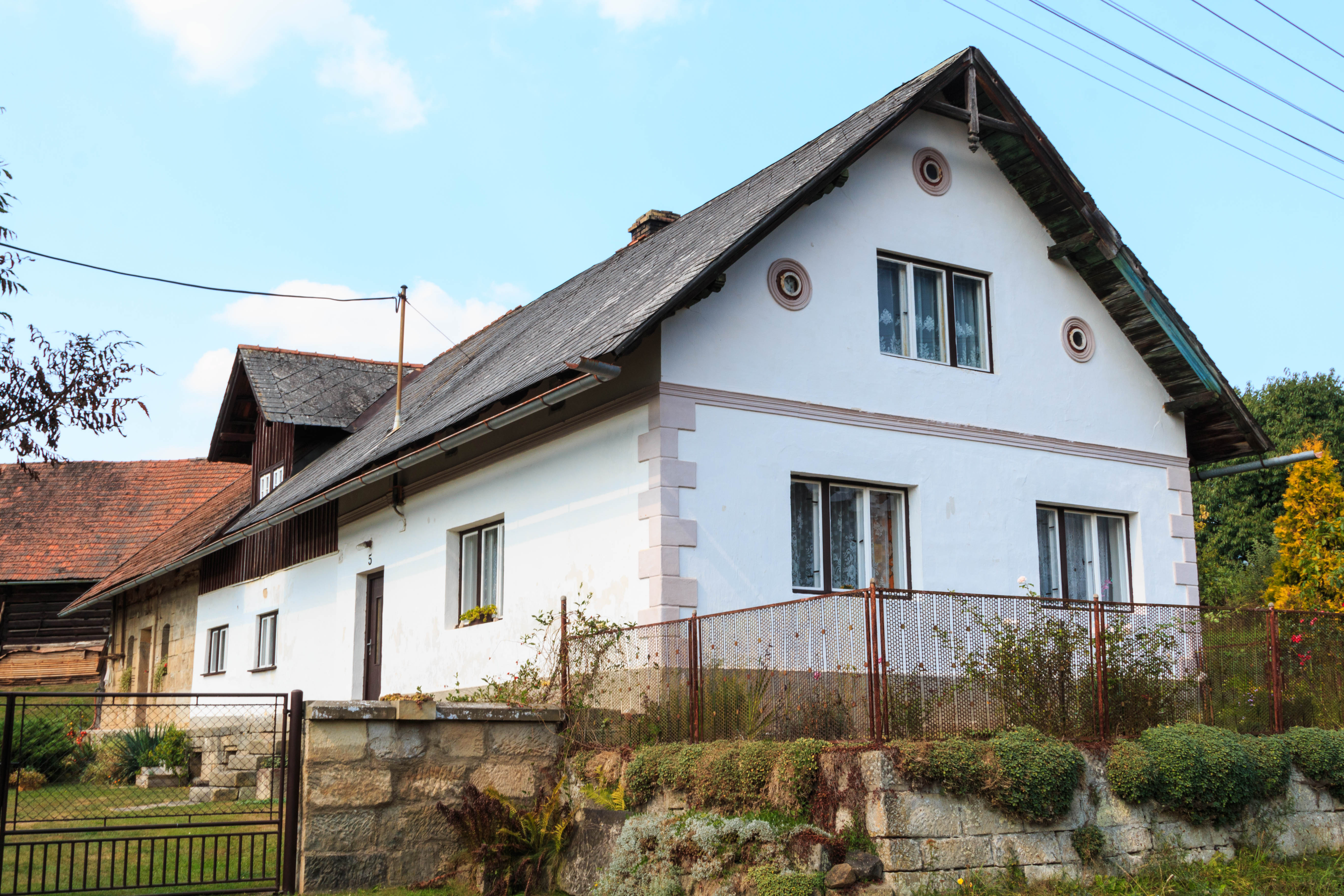
Libunec - čp. 5
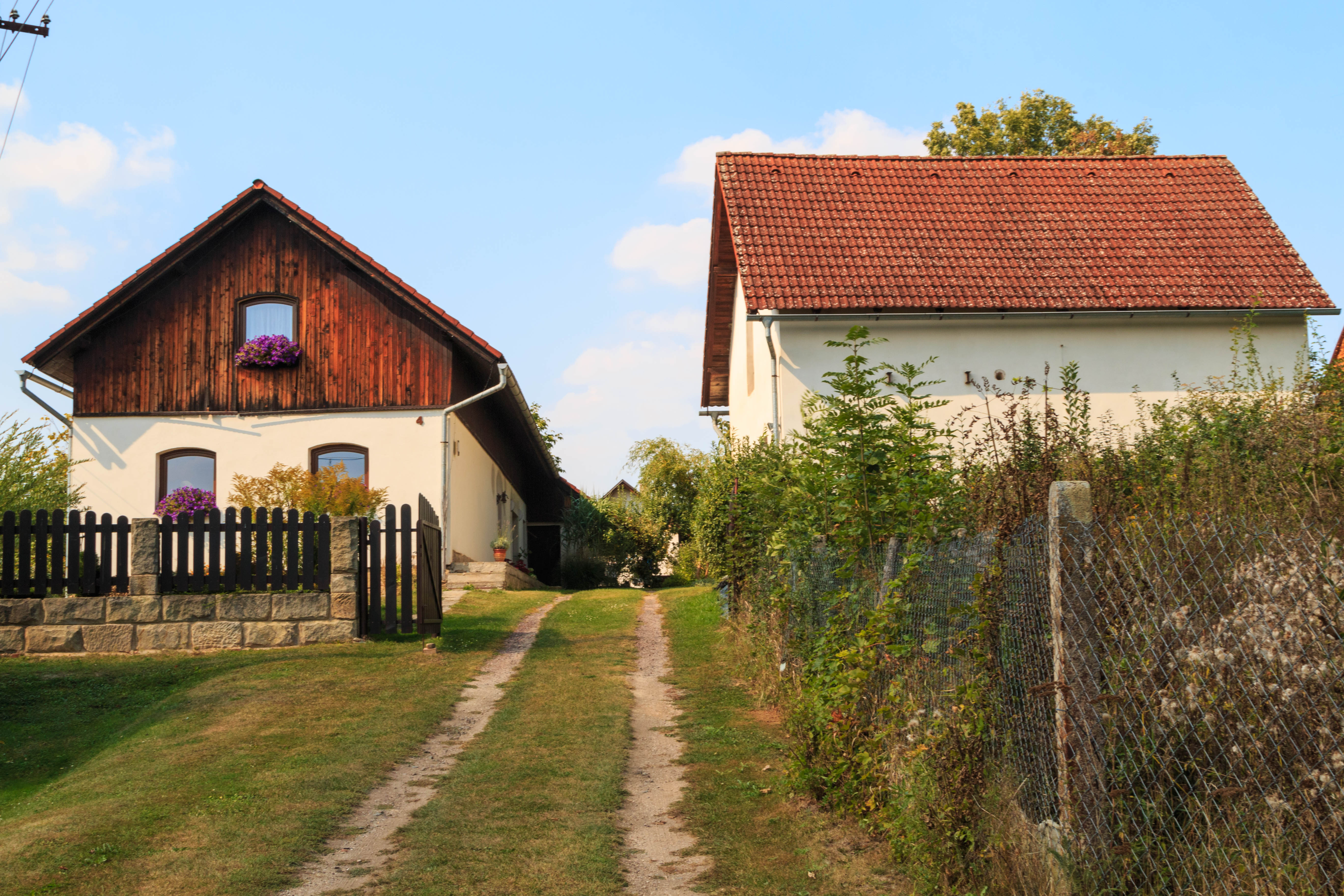
Libunec - čp. 4